# Макаренко Любов Петрівна
Любов Петрівна Макаренко (19 березня 1958, Воронинці, Оржицький район, Полтавська область, Українська РСР, СРСР) — українська радянська хокеїстка на траві. Майстер спорту СРСР міжнародного класу (1986).

## Біографічні відомості
1979 року закінчила Полтавський педагогічний інститут імені Володимира Короленка. Займалася хокеєм на траві під керівництвом тренерів Сергія Ягодкіна, В. Цикова, Володимира Меншикова, Анатолія Кузнецова, М. Безрукова. Виступала за клуби «Олімпія» (Полтава) і «Колос» (Бориспіль, Київська область). Триразова чемпіонка СРСР, дворазова володарка Кубка Радянського Союзу.
Срібна призерка Спартакіади народів СРСР у складі збірної УРСР (1983). Переможниця міжнародного турніру «Дружба-1984» у складі збівної СРСР (у цьому змаганні брали участь країни, котрі бойкотували Олімпіаду-1984 у Лос-Анджелесі).

## Досягнення
- Чемпіонка СРСР (3): 1983, 1985, 1987
- Друга призерка (2): 1984, 1986
- Володарка Кубка СРСР (2): 1984, 1988
- Друга призерка Кубка європейських чемпіонів (3): 1984, 1986, 1988
- Переможниця турніру «Дружба-1984»